# چای‌کند (داش‌کسن)
چای‌کند (به لاتین: Çaykənd، به ارمنی: گتاشن Գետաշեն) منطقه‌ای مسکونی در جمهوری آذربایجان است که در شهرستان داش‌کسن واقع شده است. چای‌کند ۱۵ نفر جمعیت دارد.